# Estocoloco
Estocoloco, selo Roseño Chumasha, jeeno od tri koja su se nalazila na otoku Santa Rosa (nekad nazivan Nicalque) u kanalu Santa Barbare pred kalifornijskom obalom. Spominje ga Juan Rodriguez Cabrillo koji je plovio pred kaifornijskom obalom 1542-1543.
Nazivano je i Coloco, Estilococo. Ostala dva sela na tom otoku bila su Nichochi i Coycoy.